# Die Frau in den Dünen (Roman)
Die Frau in den Dünen (japanisch 砂の女, suna no onna) ist ein 1962 erschienener kafkaesker Roman des japanischen Autors Abe Kōbō, der sich mit existenziellen Fragen auseinandersetzt. 1963 wurde er mit dem Yomiuri-Literaturpreis für das beste literarische Werk ausgezeichnet. Das Werk wurde in mehr als 20 Sprachen übersetzt und 1964 von Hiroshi Teshigawara verfilmt. Es gilt als japanischer Klassiker der Moderne. Auf Deutsch erschien der Roman 1967.

## Inhalt
Der Roman beginnt mit dem spurlosen Verschwinden des Lehrers und Insektensammlers Jumpei Niki, der offiziell für tot erklärt wird. Nach und nach erfährt der Leser, was tatsächlich passiert ist. Jumpei begibt sich ans Meer, um dort eine bisher unentdeckte Insektenart ausfindig zu machen. Dabei vergisst er die Zeit und verpasst den letzten Bus zurück in die Stadt.
Er beschließt, in einem Dorf am Strand zu übernachten, und wird von den verschlossenen Dorfbewohnern zu einer tiefen Sandgrube geführt, in der sich das Haus einer alleinstehenden Frau befindet, welches er mit einer Strickleiter erreicht. Als er am nächsten Morgen aufbrechen möchte, ist die Leiter verschwunden und er wird gezwungen, gemeinsam mit der Frau jede Nacht Sand aus der Grube zu schaufeln, damit das Dorf nicht irgendwann von den Sandmassen zerstört wird. Für die Dorfbewohner ist sein Wert für die Gemeinschaft wichtiger als seine individuellen Bedürfnisse, denn sie sind dem Sand ausgeliefert, dieser droht das gesamte Dorf zu zerstören. Jede Nacht füllt die Frau zahllose Kübel mit Sand, damit das Haus nicht im Sand versinkt. Es ist ein endloser, sinnloser Kampf, aber als Lohn erhält die Frau Trinkwasser, Essen und Zigaretten.
Jumpei verweigert zunächst die Mithilfe und denkt nur daran, wie er fliehen kann, doch alle Fluchtversuche scheitern. In der Isolation setzt er sich mit einem ganz neuen Ich auseinander, beginnt eine Affäre mit der Frau und akzeptiert allmählich seine Lage. Als die Frau schwanger wird und aufgrund einer Eileiterschwangerschaft von den Dorfbewohnern ins Krankenhaus gebracht wird, bietet sich Jumpei endlich die Möglichkeit zur Flucht, doch er entscheidet sich, nicht wieder in die Außenwelt zurückzukehren.

## Entstehung
Die Frau in den Dünen war zunächst als Erzählung ausgelegt, die erstmals 1960 in einer Zeitschrift veröffentlicht wurde. Abe Kōbō arbeitete sie anschließend zu einem Roman aus.

## Verfilmung
1964 kam die Verfilmung des Romans unter Regie von Hiroshi Teshigahara in die Kinos; das Drehbuch schrieb Abe Kōbō. 1965 war der Film für den Oscar in der Kategorie bester fremdsprachiger Film nominiert.

## Hörspiel
Auf Grundlage des Drehbuchs zum Film produzierte der Norddeutsche Rundfunk 2011 ein gut 68-minütiges Hörspiel, ebenfalls unter dem Titel Die Frau in den Dünen. Die Übersetzung stammte von Oscar Benl und Mieko Osaki. Die Musik komponierte Ryūichi Sakamoto. Die Funkbearbeitung übernahm Kai Grehn, der auch die Regie führte. Die Erstsendung fand am 13. Juli 2011 statt.
Die Sprecher waren: Andreas Schmidt (Mann), Jule Böwe (Frau), Ulrich Voß (Abe), Hanns Jörg Krumpholz (Ein Alter) und Aleksandar Radenković (Ein Junger).